# Apollo Granforte
Apollo Granforte (Legnago, 20 luglio 1886 – Milano, 11 giugno 1975) è stato un baritono italiano.

## Biografia
Nel 1905 emigrò in Argentina, dove studiò canto a Buenos Aires con Guido Capocci e Nicola Guerrera, debuttando a Rosario nel 1913 come Germont nella Traviata.
Dopo il ritorno in Italia, cantò al Teatro dell'Opera di Roma, per poi debuttare alla Scala come Amfortas in Parsifal nel 1921. Nel 1924 si recò in Australia per una tournée con Nellie Melba. Nel corso di una successiva tournée australiana nel 1932 per la stagione della Grand Opera di J. C. Williamson, la Efftee Productions di Frank Thring senior filmò alcune sue apparizioni, fra cui qualche scena da Il barbiere di Siviglia di Rossini. Queste riprese, relativamente brevi, nel 1989 furono pubblicate in VHS dal National Film and Sound Archive of Australia.
Dopo il ritiro dalle scene, insegnò al Conservatorio di Musica di Ankara, e più tardi a Praga e Milano, dove tra i suoi allievi vi fu il basso Raffaele Arié.
Granforte aveva una voce di grande volume e notevole estensione, e divenne rapidamente un importante interprete delle opere di Verdi e dei compositori veristi. Cantò anche ruoli wagneriani e prese parte alla prima di Nerone di Mascagni nel 1935. È considerato uno dei maggiori baritoni tra gli anni 20 e 30 del Novecento.
Sono disponibili sue registrazioni de Il trovatore, Otello, Pagliacci, Tosca. Registrò anche, negli anni 1920 e 1930, dischi a 78 giri con arie e duetti, di cui una selezione è stata ristampata in CD dalla Preiser.

## Ruoli creati
- Svarga in La figlia del re di Adriano Lualdi, Teatro Regio, Torino, 18 marzo 1922
- Giuseppe in I misteri gaudiosi di Nino Cattozzo, Teatro La Fenice, Venezia, 6 giugno 1923
- Don Liborio in El matrero di Felipe Boero, Teatro Colón, Buenos Aires, 12 luglio 1929
- Menecrate in Nerone di Pietro Mascagni, Teatro alla Scala, Milano, 16 gennaio 1935
- Bruto in Giulio Cesare di Gian Francesco Malipiero, Teatro Carlo Felice, Genova, 8 febbraio 1936
- Alì in Caracciolo di Franco Vittadini, Teatro dell'Opera, Roma, 8 febbraio 1938
- Jusuf in Jamanto di Elena Barbara Giuranna, Teatro Donizetti, Bergamo, 10 settembre 1941
- Creonte in Antigone di Lino Liviabella, Teatro Regio, Parma, 29 dicembre 1942

## Repertorio operistico
| Ruolo                        | Titolo                  | Autore       |
| ---------------------------- | ----------------------- | ------------ |
| Sir Riccardo Forth           | I puritani              | Bellini      |
| Mefistofele                  | La dannazione di Faust  | Berlioz      |
| Zurga                        | I pescatori di perle    | Bizet        |
| Escamillo                    | Carmen                  | Bizet        |
| Herrmann                     | Loreley                 | Catalani     |
| Gellner                      | La Wally                | Catalani     |
| Baldassarre                  | L'Arlesiana             | Cilea        |
| Enrico Ashton                | Lucia di Lammermoor     | Donizetti    |
| Alfonso XI                   | La favorita             | Donizetti    |
| Dottor Malatesta             | Don Pasquale            | Donizetti    |
| Gérard                       | Andrea Chénier          | Giordano     |
| De Sirieux                   | Fedora                  | Giordano     |
| Gleby                        | Siberia                 | Giordano     |
| Neri                         | La cena delle beffe     | Giordano     |
| Valentino                    | Faust                   | Gounod       |
| Tonio                        | Pagliacci               | Leoncavallo  |
| Compare Alfio                | Cavalleria rusticana    | Mascagni     |
| David                        | L'amico Fritz           | Mascagni     |
| Re Raimondo                  | Isabeau                 | Mascagni     |
| Nicolò                       | Parisina                | Mascagni     |
| Giannotto                    | Lodoletta               | Mascagni     |
| Menecrate                    | Nerone                  | Mascagni     |
| Atanaele                     | Thaïs                   | Massenet     |
| Manfredo                     | L'amore dei tre re      | Montemezzi   |
| Sergio                       | La nave                 | Montemezzi   |
| Figaro                       | Le nozze di Figaro      | Mozart       |
| Boris Godunov                | Boris Godunov           | Musorgskij   |
| Coppelius Miracle Dapertutto | I racconti di Hoffmann  | Offenbach    |
| Teseo                        | Fedra                   | Pizzetti     |
| Scedeùr                      | Lo straniero            | Pizzetti     |
| Barnaba                      | La Gioconda             | Ponchielli   |
| Barone Scarpia               | Tosca                   | Puccini      |
| Jack Rance                   | La fanciulla del West   | Puccini      |
| Michele                      | Il tabarro              | Puccini      |
| Zosimo\|Pellegrino           | Maria Egiziaca          | Respighi     |
| Sesto Tarquinio              | Lucrezia                | Respighi     |
| Figaro                       | Il barbiere di Siviglia | Rossini      |
| Gran Sacerdote               | Sansone e Dalila        | Saint-Saëns  |
| Jockanhaan                   | Salomè                  | Strauss      |
| Rigoletto                    | Rigoletto               | Verdi        |
| Conte di Luna                | Il trovatore            | Verdi        |
| Giorgio Germont              | La traviata             | Verdi        |
| Renato                       | Un ballo in maschera    | Verdi        |
| Don Carlo                    | La forza del destino    | Verdi        |
| Amonasro                     | Aida                    | Verdi        |
| Iago                         | Otello                  | Verdi        |
| Federico di Telramondo       | Lohengrin               | Wagner       |
| Kurwenal                     | Tristano e Isotta       | Wagner       |
| Wotan                        | Sigfrido                | Wagner       |
| Günther                      | Il crepuscolo degli dei | Wagner       |
| Amfortas                     | Parsifal                | Wagner       |
| Pedrito                      | Le donne curiose        | Wolf-Ferrari |